# Хилтоп (округ Фрио, Тексас)
Хилтоп (енгл. Hilltop, Frio County) насељено је место без административног статуса у америчкој савезној држави Тексас.

## Демографија
По попису из 2010. године број становника је 287, што је 13 (-4,3%) становника мање него 2000. године.
| Група             | 2000.       | 2010.       |
| Белци             | 30 (10,0%)  | 21 (7,3%)   |
| Афроамериканци    | 0 (0,0%)    | 1 (0,3%)    |
| Азијати           | 0 (0,0%)    | 0 (0,0%)    |
| Хиспаноамериканци | 270 (90,0%) | 262 (91,3%) |
| Укупно            | 300         | 287         |